# Vicosoprano
Vicosoprano är en italienskspråkig ort och tidigare kommun i distriktet Maloja i den schweiziska kantonen Graubünden. Från och med 2010 ingår den i den då nyinrättade kommunen Bregaglia. Till kommunen hörde också orten Casaccia.